# Onterie Center
Het Onterie Center is een wolkenkrabber in de Amerikaanse stad Chicago. Het gebouw staat op 446 East Ontario Street en werd in 1986 opgeleverd.

## Ontwerp
Het Onterie Center is 173,74 meter hoog en bevat naast 58 bovengrondse verdiepingen, ook 1 ondergrondse etage. Het is door Skidmore Owings and Merrill ontworpen in modernistische stijl en heeft een betonnen gevel. Het gebouw bevat woningen en kantoren en heeft een oppervlakte van 85.470 vierkante meter.
De naam van het gebouw is een porte-manteauwoord afgeleid van "Ontario" en "Erie", de straten waaraan de twee ingangen liggen. In 1986 won het gebouw de "Best Structure Award" van de Structural Engineers Association of Illinois. 780 Third Avenue in New York heeft vergelijkbare X-patronen op de gevel.